# Mauritiusdvärguv
Mauritiusdvärguv (Otus sauzieri) är en utdöd fågel i familjen ugglor inom ordningen ugglefåglar som förekom på Mauritius. Den är känd från benfynd, men också en detaljerad teckning från 1770, en detaljerad beskrivning av en fågel skjuten 1836 och ett antal korta rapporter om observationer av en uggla på ön. Den sista rapporten är från 1837 och 1859 beskrivs den uttryckligen som utdöd. Liksom två andra utdöda arter från Maskarenerna placerades de tidigare i ett eget släkte, Mascarenotus, men genetiska studier visar att de står nära andra dvärguvsarter i Otus och förs därför numera dit, trots avvikande utseende. Även det svenska trivialnamnet har ändrats, från tidigare mauritiusuggla.